# Селіштя (річка)
Селіштя — річка  в Україні, у  Герцаївському й Глибоцькому районах Чернівецької області, ліва притока  Молниці (басейн Дунаю).

## Опис
Довжина річки приблизно 8 км. Формується з багатьох безіменних струмків та 2 водойм. 

## Розташування
Бере  початок на південному сході від села Петрашівки. Тече переважно на південний захід понад селом Турятка і впадає у річку Молницю, ліву притоку Серету.
Річку перетинає автомобільна дорога Т 2606